# Requiem for a Private War
Requiem For A Private War ist ein von Annie Lennox für den Film A Private War geschriebener Song.

## Entstehung
Requiem For A Private War wurde von der Eurythmics-Legende Annie Lennox für den Film A Private War des Regisseurs Matthew Heineman geschrieben. Die Filmbiografie hat das Leben der Kriegsberichterstatterin Marie Colvin  zum Gegenstand. Lennox erklärte zu ihrem Lied: „Was mir gefällt, ist, dass es die Atmosphäre erhöht und niemals in die Geschichte eingreift. Ich wollte ihr Andenken ehren.“ Lennox produzierte den Song gemeinsam mit dem Komponisten H. Scott Salinas von dem auch die Filmmusik für A Private War stammt.

## Auszeichnungen
Golden Globe Awards 2019
- Nominierung als Bester Filmsong

Satellite Awards 2018
- Nominierung als Bester Song[3]

World Soundtrack Awards 2019
- Nominierung als Bester Filmsong des Jahres[4]